# Gäddtjärnen (Vänjans socken, Dalarna, 675570-139950)
Gäddtjärnen är en sjö i Mora kommun i Dalarna och ingår i Dalälvens huvudavrinningsområde.